# Flaška

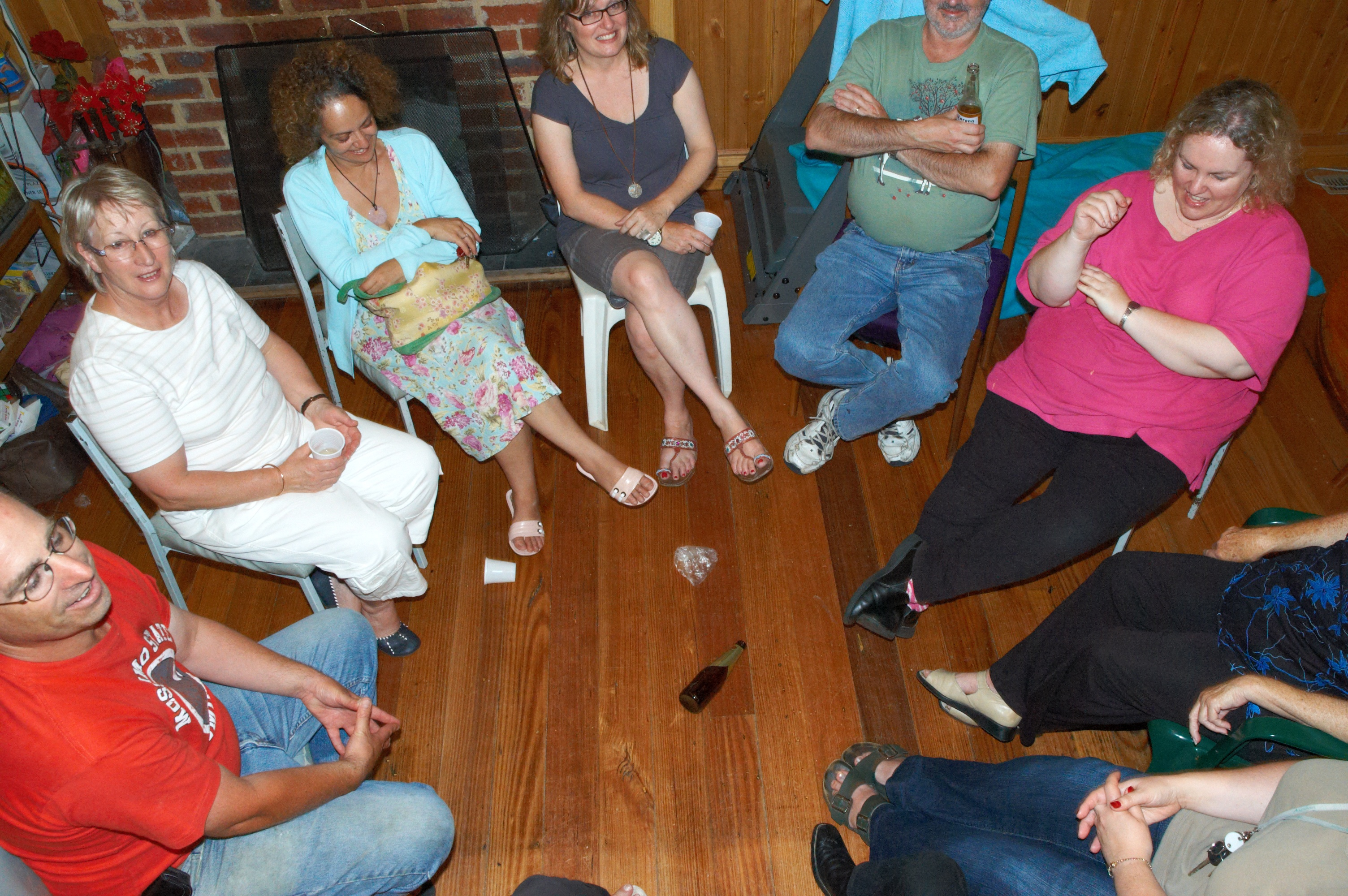
Flaška se dá doprostřed a roztočí se.

Flaška je párty hra pro dva a více hráčů.

## Pravidla
Hráči sedí v kruhu a doprostřed se položí prázdná láhev. Začínající hráč láhev roztočí a ta na někoho po zastavení ukáže hrdlem. Ten, kdo točil, a ten, na koho láhev ukázala, musí splnit nějaký úkol anebo zodpovědět otázku. Pokud nesplní (neodpoví), musí dát fant nebo se napít. V některých verzích hry si po nesplnění úkolu musíte sundat část oblečení.

## On-line flaška
Hru je možné hrát i za pomoci počítače či mobilního telefonu. První Česká on-line flaška má tradici již přes 10 let a lze ji hrát na všech zařízeních bez ohledu na operační systém. Funguje jako webová aplikace napsaná v PHP a JavaScript. Hráči vymýšlí vlastní úkoly a otázky nebo je jim přidělen náhodně z databáze. Název On-line flaška je tak zavedeným obchodním názvem dohledatelným ve všech vyhledávačích (např. Google) na prvních pozicích.